# Low-Density Supersonic Decelerator

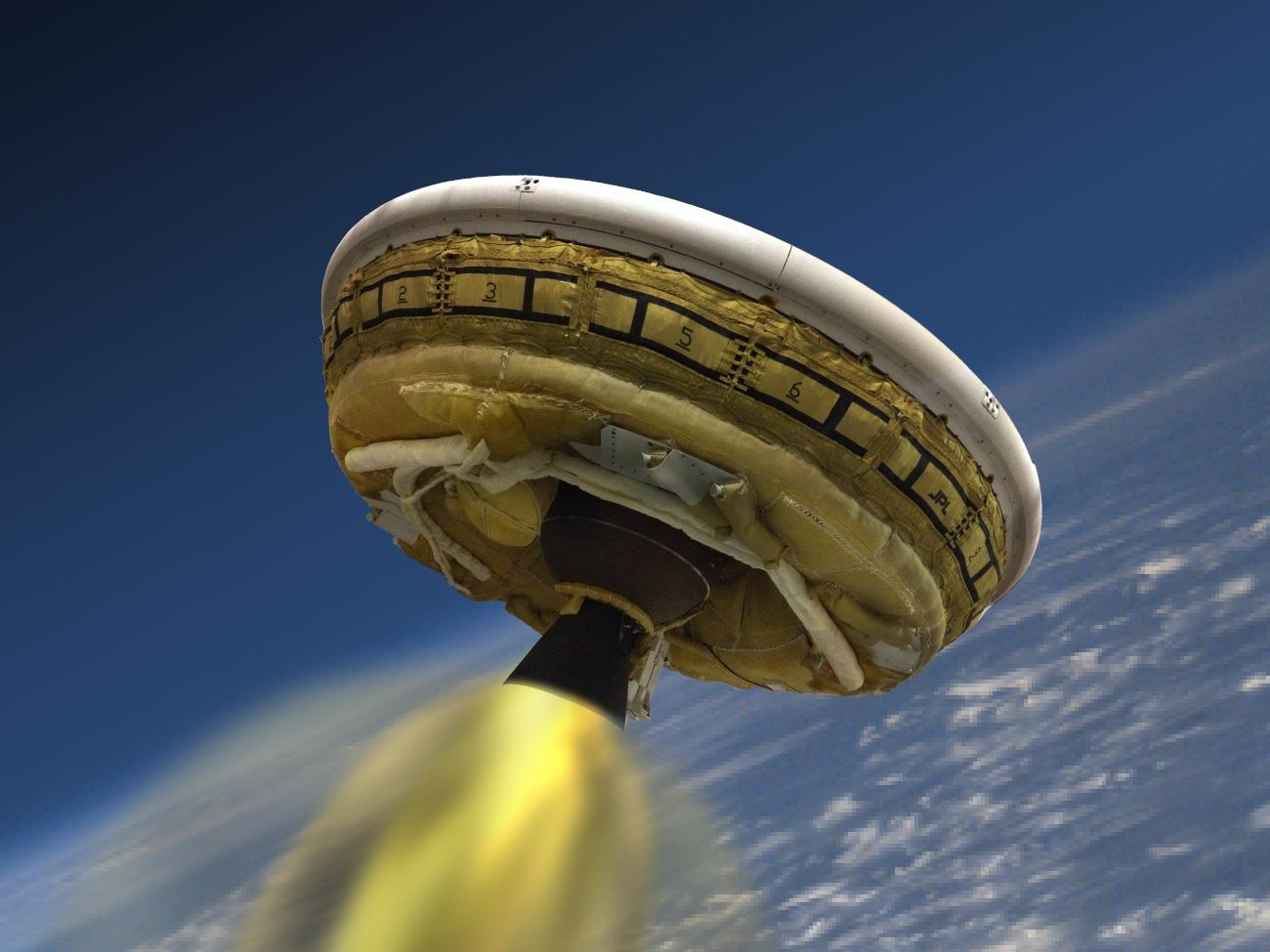
Космічний корабель США, який схожий за зовнішнім виглядом на дископодібну «літаючу тарілку».

Програма НАСА Low Density Supersonic Decelerator (LDSD) — космічний корабель США, який схожий за зовнішнім виглядом на дископодібну «літаючу тарілку», яка по-перше, гальмує апарат при вході в атмосферу за рахунок опору тарілки, і, по-друге, оснащена велетенським парашутом, що розкривається при спуску апарата на планети земної групи з атмосферою.

## Випробовування

### Квітень 2012
Low Density Supersonic Decelerator вперше випробуваний у квітні 2012 р. Випробувані деякі пристрої корабля та парашутна система посадки.

### Червень 2014
Low Density Supersonic Decelerator 28 червня 2014 р. випробовувано в атмосфері Землі в режимі "підйом-спуск". Пуск відбувся з військового полігону гавайського острова Кауаї. Випробовування  проведені у верхніх шарах атмосфери Землі, бо саме там умови схожі з умовами марсіанської атмосфери..
За допомогою повітряної кулі, наповненої гелієм, апарат піднявся на висоту 36,5 км, потім після включення ракетних двигунів він досяг висоти 55 кілометрів. Після завершення випробування "літаюча тарілка" опустилася на поверхню Тихого океану, але при цьому виникла проблема з гігантським парашутом діаметром 34 метри, який розкрився не повністю. В іншому випробування пройшли успішно.
У майбутньому саме цей корабель передбачається для використання доставляння вантажів і астронавтів на Марс.